# Lumo (jeu vidéo)
Lumo est un jeu vidéo de réflexion, d'aventure et de plateformes en 3D isométrique, développé par Triple Eh? et Just Add Water et édité par Rising Star Games. Il sort de 2016 à 2017 sur ordinateur (Windows, Mac, Linux), consoles de salon (PlayStation 4, Xbox One, Nintendo Switch) et PlayStation Vita.

## Développement
Lumo est développé par Triple Eh?, un studio indépendant fondé en 2014 par Gareth Noyce dont il est l'unique membre,. Il a auparavant participé à la création de jeux vidéo dit « AAA » tel que Crackdown et Fable II. Il s'agit du premier jeu vidéo qu'il réalise à son propre compte, hormis la musique qui est composée par une personne tierce, le dj Dopedemand.
La seule différence notable entre les versions ordinateurs et consoles de salon (sauf la Switch) est le framerate ; c'est-à-dire le nombre d'image par seconde. Sur ordinateur, le jeu tourne à 60 FPS tandis que sur PS4, il stagne à 30 FPS.
Le jeu est porté par Just Add Water sur Xbox One, puis sur PlayStation 4 et PlayStation Vita,.

## Commercialisation
En milieu d'année 2016, une version en boîte de Lumo est aperçue via la version hispanophone du site Amazon.com. Ce n'est que quelques semaines plus tard, en août, que Rising Star Games officialise la sortie sous format physique de leur jeu sur PlayStation 4 en Europe et en Amérique du Nord comme sur PlayStation Vita mais uniquement en Europe,. La version physique sur PS4 sort alors le 30 août 2016 en Amérique du Nord tandis que l'Europe accueille le jeu sur PS4 et PSVITA le 9 septembre 2016.
Durant le mois de mars 2017, c'est l'un des jeux vidéo qui est disponible en téléchargement gratuit, pour les abonnés du service PlayStation Plus de la PS4 et PS Vita.
Finalement, une version sur Nintendo Switch sort, tout d'abord, en dématérialisé à partir du 16 novembre 2017 en Europe et au Japon, par le biais de l'eShop – la boutique en ligne de Nintendo ; puis en Amérique du Nord le 20 novembre 2017. Le 24 novembre 2017, le jeu est disponible à l'achat au détail, en Europe.

## Accueil

### Critiques
- PC Gamer : 75 % (PC)[12]
- Nintendo Life : 8 / 10 (Switch)[13]
- JVFrance.com : 9 /10 (PS4)[6]
- ActuGaming.net : 7 /10[14]

Haseo, auteur du test pour ActuGaming.net apprécie la multitude d’énigmes variées que réserve le jeu ainsi que la beauté de son game design car celui-ci « profite réellement d’une qualité visuelle indéniable ». Toutefois, il regrette que la 3D isométrique apporte une perspective déconcertante afin de réaliser des sauts précis, tout comme il fustige la bande-son du jeu qu'il décrit comme « horipillante » à cause des morceaux de musique qui sont répétées en boucle.
Monsieur Toc, journaliste pour JVFance.com, souligne une ambiance de jeu extraordinaire que ce soit par la musique qui réussit « à la fois, à soutenir l’action du jeu [et] à ne pas déconcentrer le joueur » ainsi que l'indentité visuelle, laquelle est décrite comme « léchée et maîtrisée de bout en bout ». L'unique point négatif relevé dans le test est le manque de visibilité dû à la vue isométrique et l'impossibilité de bouger pleinement la caméra.